# زمین‌لرزه ۱۳۸۷ قشم
زمین‌لرزه قشم (۱۳۸۷) زمین‌لرزه‌ای به قدرت ۶/۹ریشتر بود که در تاریخ ۲۰ شهریور ۱۳۸۷ در ساعت ۱۵:۳۰ در شهرستان قشم در جنوب استان هرمزگان رخ داد. این زمین‌لرزه ۶ کشته و ۴۶ زخمی بر جای گذاشت. از میان کشته‌شدگان سه نفر آن‌ها در اسکله کاوه و سه نفر دیگر از روستاهای زیرانگ، توریان و گربه‌دان بودند.
بر اساس گزارش گزارشگر و مقاله‌نویس بومی هفته‌نامه همشهری عبدالقادر نیکو بر اثر این زلزله بیش از یکصد خانهٔ روستایی شهرستان خسارت دیدند.
این زمین‌لرزه ۵ پس‌لرزهٔ بیشتر از ۴ ریشتر داشت. زمین‌لرزهٔ بزرگ قبلی این منطقه در سال ۱۳۸۴ رخ داده بود.